# Ярра (гурт)
Ярра — український гурт з Києва і Борисполя, який виконує музику в жанрі синтез- етно рок. За допомогою незвичного, казкового звуку, гурт ніби переносить слухачів в давні часи України, наших пращурів. Часи, коли люди були найбільш наближені до казок, міфів, світу повного мавок, які так і кличуть до себе, русалок, що співають в далині, де Вій виходить на поклик... Світу лісів і стародавніх духів, що шепочуть нам свої чарівні легенди.
Різноманітні сопілки, ліра, бузукі, калімба, волинка, давул, казкові образи артистів та атмосфера, яку вони створюють, занурюють слухачів в незвичні чарівні світи, в які так і бажаєш повертатися знову і знову.

## Склад гурту
Гурт складається практично з однієї сім'ї.
- Роман Пустирєв — вокал, гітара, ірландський бузукі, індіанська флейта (native american flute), варган, програмування плейбеків
- Ніка Пустирєва — бас гітара, калімба, беквокал
- Роман Пустирєв (мол.) — флейти, дудельзак (старовинна нім. волинка), сопілки, окарина, беквокал
- Саша Пустирєва — колесна ліра , мелодіка, беквокал, перкусія
- Генадій Барабаш — ударні

## Історія

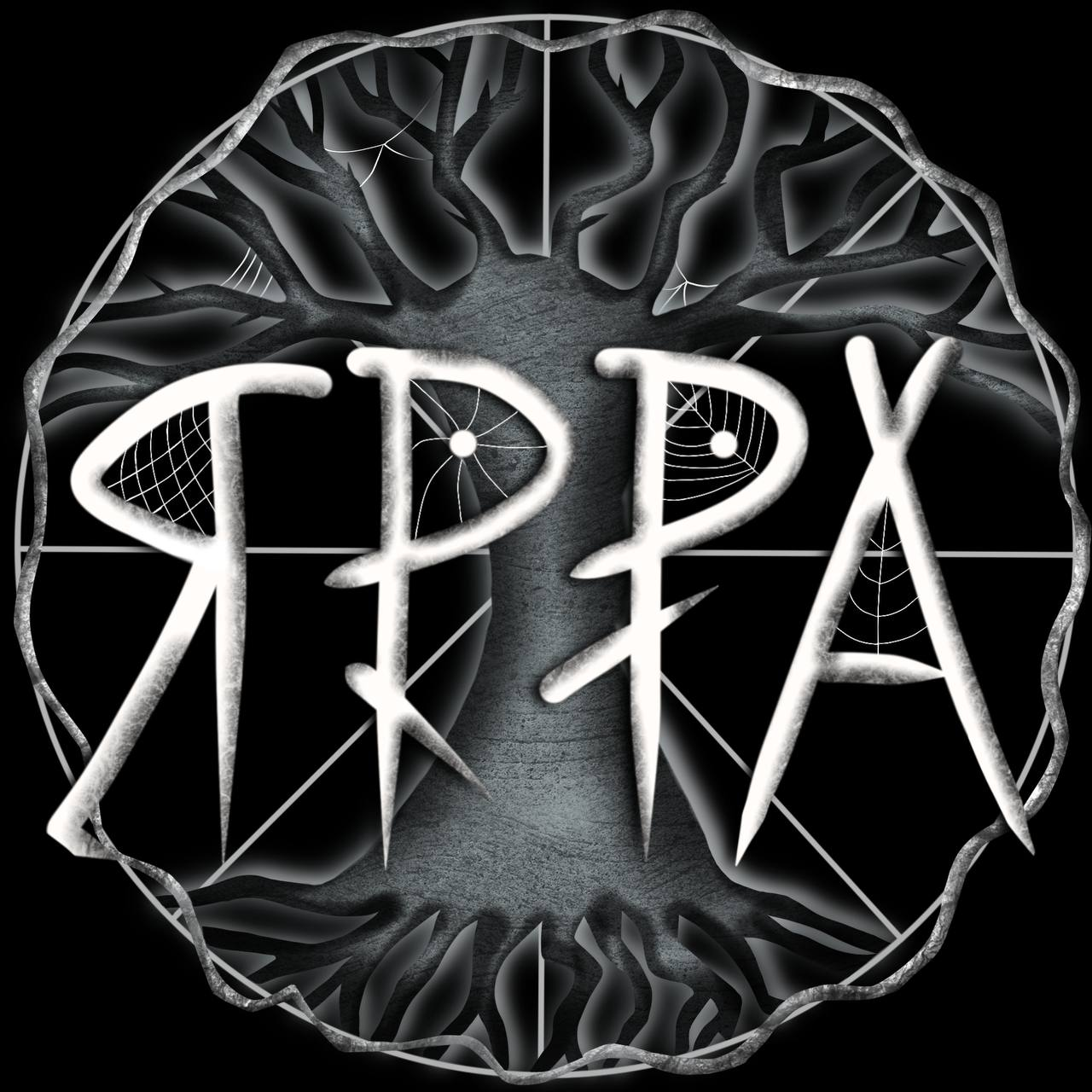

Гурт був створений в 2002 році чоловіком та дружиною Романом Пустирєвим та Нікою Пустирєвою в місті Чернівці. В цьому складі, дуетом, гурт вперше виступив у чернівецькому блюз-клубі, де презентував програму, що складається з авторських пісень. Автор музики і слів  Роман Пустирєв. До 2009 року гурт був відомий під назвою «ZAБROШЕNNAЯ TERRITORIЯ».
За більш ніж 15 років склад колективу зазнавав трансформацій та, врешті-решт, знайшов свою особливість - «ЯРРА» складається з однієї родини (батька, матері, двох їхніх дітей та найкращого друга родини).
Гурт є рекордсменом «Книги рекордів України», як «учасники рекордного за тривалістю музичного марафону в режимі нон-стоп».
На рахунку колективу участь та перемога у численних фестивалях та конкурсах, серед яких Гран-прі рок-фестивалю «Відродження» (м. Чернівці), фестиваль традиційної слов'янської культури та бойових єдиноборств «Київська Русь» (м. Чернігів), Міжнародний молодіжний фестиваль сучасних мистецтв «Сессия 2009» (м. Бориспіль), байкер-фест «Главная дорога» (м. Київ), VI Міжнародний фестиваль середньовічної культури «Стародавній Меджибіж» (смт. Меджибіж, Хмельницька обл.), фестиваль історичного фехтування «Стальная Муза» (м. Київ), II-й Міжнародний фестиваль історичної реконструкції середньовіччя «Битва націй» (м. Хотин), «Середньовічній Хотин» (м. Хотин), «Трипільське Коло» (м. Ржищів), «Стара Фортеця. Подорож крізь століття» (м. Тростянець) та багатьох інших.
Окрім розвитку гурту «ЯРРА» Роман Пустирєв співпрацює з найбільшими у світі інтернет-компаніями: австралійською «Envato» та американською «Pond5», що забезпечують музичним контентом компанії National Geographic Channel, MTV, The Wall Street Journal, Discovery, BBC, ABC, History та багатьох інших.
У березні 2017 року «ЯРРА» розпочали співпрацю з рекординговою компанією «Moon Records» та випустили альбом «Ветер Песчаных Бурь».
У серпні 2018 гурт випустив другий альбом «Казки на ніч», а у березні цього ж року перший інструментальний ЕР в стилі етно-мінімал «Digital Wigwam», які наразі виходять на багатьох музичних платформах України та світу.
На пісні «Мавка» та «ЗріРусе» з другого альбому колективу було відзнято музичні кліпи, які швидко привернули до себе увагу вибагливої публіки.
Наразі гурт «ЯРРА» поширює географію свого звучання, готується до запуску наступного альбому та працює над масштабною презентацією творчого проекту «JARRA World».
Піснею "Засинай [Архівовано 13 червня 2021 у Wayback Machine.] " гурт долучився до акції "Так працює пам'ять", присвяченої пам'яті Данила Дідіка і всім, хто віддав життя за незалежність України.

## Участь у фестивалях, заходах, шоу
- Фестиваль «Відродження»
- фестиваль авторської пісні «Благодатное Небо»
- Фестиваль «Рок Юг»
- Байк шоу MotoUa, 2009
- Фестиваль «Айна Бера»,  [Архівовано 14 травня 2017 у Wayback Machine.]
- Міжнарожний фестиваль слов'янской культури «Київська Русь» (Любеч)
- Міжнарожний фестиваль сучасних мистецтв «Сесія 2009» 1 місце
- Міжнарожний байкерський фестиваль «Winds 2009», Міжнарожний фестиваль субкультур «Путь волка», 2010
- Благодійна акція «Открой сердце — выбери жизнь», Майдан Незалежності
- Етно-фестиваль «Млиноманія»
- Фестиваль «Стальная муза»
- Міжнародний фестиваль середньовічної культури «СТАРОДАВНІЙ МЕДЖИБІЖ 2010»
- Міжнародний фестиваль «Битва наций» 2011
- Виступ на Хрещатику на святкуванні в честь дня молоді, 2011
- Фестиваль «Середньовічний Хотин», 2012
- Фестиваль «Трипільське Коло», 2013
- Фестиваль «Стара Фортеця Подорож крізь століття», 2014
- Акція «Зробимо Україну чистою», 2015
- Фестиваль «Стара Фортеця „Подорож крізь століття“», 2015
- Концертна програма присвячена 1000-річчю міста Бориспіль
- Фестиваль «Старий Новий Рік»
- Фестиваль Kyiv Street Music Fest, Open Podil 2017
- Концерт присвячений Дню Незалежності України (парк Перемога, Київ)
- Аккерман Форпост
- Старконфест
- Тбилісоба 2017
- Weekend Music Fest
- Dockers Rock Battle
- «БарРокКо»-фестиваль стильної музики (Бар, 2017, 28.07.2018)
- Фестиваль до дня Святого Патріка м. Чернівці
- Фестиваль «Срібний Татош», смт Чинадієво
- Фестиваль «Трипільські Зорі», м. Черкаси
- Фестиваль «Стара Фортеця», 2018
- Тбилісоба 2018
- Фестиваль Old Car Land 2018
- Виступ на Контрактовой площі Новорічний концерт Folk Ukraine (м.Київ) 2019
- Виступ на Софіївській площі Новорічний концерт Folk Ukraine (м.Київ) 2019
- KBP Aero Paty Міжнародний аеропорт Бориспіль 2019
- ефір на Информатор Киев
- FamilyUAday в Cosmopolite Multimall 2019
- Відкриття терміналу F Міжнародний аеропорт Бориспіль 2019
- Дводенний виступ на Середньовічному Фестивалі Forpost в Аккерманська фортеця 2019
- Київ День Молоді 2019
- Дводенний виступ на Середньовічному Фестивалі Forpost в Кам'янець-Подільська фортеця 2019
- Виступ на міжнародному фестивалі International Beauty Voyage 2019
- Гості в Фестивалі Конкурсі Зиркафест КМДА (м.Київ) 2019
- Озвучивання модного показу бренда Nit.kA 2019
- Інтерв'ю радіостанції Радіо Промінь 2019
- Інтерв'ю OBOZ TV  2019 [4]
- Medieval Festival Oradea 2019 (Romania. Oradea)
- Тбілісоба 2019
- День народження Андріївського узвозу 2019
- Озвучивання модного показу бренда Serebrova 2019
- Велесова Ніч на Андріївському
- Виступ на святкуванні 30-річчя «Національного реєстру рекордів України»
- Участь в 10 Х-Фактор[5]
- Фестиваль Файне Місто
- Фестиваль Нравиця
- Фестиваль Країна Мрій

Концертні майдани: Майдан Незалежності, Хрещатик, Історичний музей «Пірогово», ВДНГ, Road 66 (Київ), Докер Паб (Київ), Масонская ложа паб (Київ), Агата (Харків), Колизей (Чернівці), Прайм (Київ), 112 (Київ), Хард Рок (Чернівці), Український дім (Хрещатик 2, Київ), Ракушка (Мариїнський парк, Київ), Дом художника (Київ), Дизель (Київ), Штольня (Київ), Максимум (Київ), концертні майдани на фестивалях Forpost, Доктор Паб (Бориспіль), Docker ABC, Даринок, музей архітектури та побуту Пирогово, БарРокКо Fest (місто Бар).

## Альбоми
- Ветер Песчаных бурь
- Казки на Ніч
- Digital Wigwam (мініальбом)
- Ліс